# Eysturoyartunnilin
Der Eysturoyartunnilin (deutsch Eysturoytunnel, zunächst unter dem Namen Skálafjarðartunnilin konzipiert) ist ein 2020 fertiggestellter unterseeischer Tunnel auf den Färöern im Nordatlantik. Mit einer Gesamtlänge von mehr als 11 Kilometern verbindet er einerseits die beiden größten Inseln der Färöer, Eysturoy und Streymoy, andererseits aber auch die West- und Osthälfte der vom Skálafjørður zerklüfteten Insel Eysturoy miteinander.
Beim Eysturoyartunnilin handelte es sich um den dritten unterseeischen Tunnel der Färöer, nach dem Vágatunnilin (2002) und dem Norðoyatunnilin (2006). Im Jahr seiner Freigabe war der Eysturoyartunnilin der längste Tunnel und das größte Bauwerk der Färöer.

## Beschreibung
Zu den Besonderheiten des zweibahnigen Tunnelsystems in Y-Form zählt, dass er nicht nur zwei, sondern drei Einfahrten hat. Auf Eysturoy befinden sich in Strendur (am Westufer des Skálafjørður) und in Rókin bei Runavík (am Ostufer des Skálafjørður) jeweils eine Tunneleinfahrt. Die hier beginnenden Straßen treffen unter See in einem Verkehrskreisel aufeinander. Von hier aus führt die Straße weiter bis nach Hvítanes, unweit der färöischen Hauptstadt Tórshavn auf Streymoy. Die Röhren verbinden also zwei Regionen auf Eysturoy miteinander und diese Insel wiederum mit der Hauptinsel Streymoy.
Die Strecke von Rókin bis zum unterseeischen Kreisel ist 2153 Meter lang, die von Strendur zum Kreisel 1625 Meter. Der längste Abschnitt vom Kreisel bis nach Hvítanes erstreckt sich über eine Länge von 7460 Metern. Der Unterwasserkreisel – bei seiner Eröffnung die erste Anlage dieser Art weltweit – liegt 72,6 Meter unter dem Meeresspiegel. An seiner tiefsten Stelle befindet sich der Eysturoyartunnilin 189 Meter unter der Wasseroberfläche. Die steilste Neigung beträgt fünf Prozent.
Wie schon im Fall des Norðoyatunnilin wurde der Tunnel mit Beleuchtungsinstallationen des färöischen Bildhauers und Glaskünstlers Tróndur Patursson ausgestattet. An der Stelle des Unterwasserkreisels, nahe dem geographischen Mittelpunkt der Färöer, schuf er eine 80 Meter lange Skulptur mit Lichteffekten. Er umfasste dabei einen großen Fels mit einem Stahlring, der zu Menschen geformt ist, die sich die Hände reichen. Die Skulptur verändert fortlaufend ihre Farbe und soll an die Tradition des färöischen Kettentanzes erinnern. Medienvertreter beschrieben den Kreisel bei seiner Eröffnung als „riesige, leuchtende Tiefseequalle“. Eine Klanginstallation im Tunnel nutzt eine Komposition des experimentellen Musikers Jens L. Thomsen.

## Geschichte
Erste Pläne, den Eysturoyartunnilin zu errichten, entstanden während des Baus der ersten unterseeischen Tunnel auf den Färöern, die unter anderem den Zweck verfolgen, der Landflucht und der Entvölkerung entlegener Ortschaften entgegenzuwirken. Eine zunächst angedachte Zusammenarbeit der öffentlichen Hand mit einer international tätigen Investmentfirma aus Dänemark zerschlug sich. Als heimliche Absprachen des Unternehmens mit dem damaligen Innenminister Kári P. Højgaard publik wurden, kam es auf den Färöern zu einer politischen Krise, die vorgezogene Neuwahlen nach sich zog. Nach der Wahl traten alle Parteien im Løgting für eine rein öffentliche Lösung bei der Realisierung des Tunnels ein. Zu diesem Zweck war bereits 2014 das Unternehmen P/F Eystur- og Sandoyartunlar gegründet worden, das sich zu 100 Prozent im Besitz des Verkehrsministeriums befindet. Das Unternehmen verantwortete die Konzeption des Tunnels und ist auch für dessen Verwaltung und Bewirtschaftung zuständig. Mit dem Bau des Tunnels wurde 2016 der schwedische Immobilienkonzern NCC beauftragt.

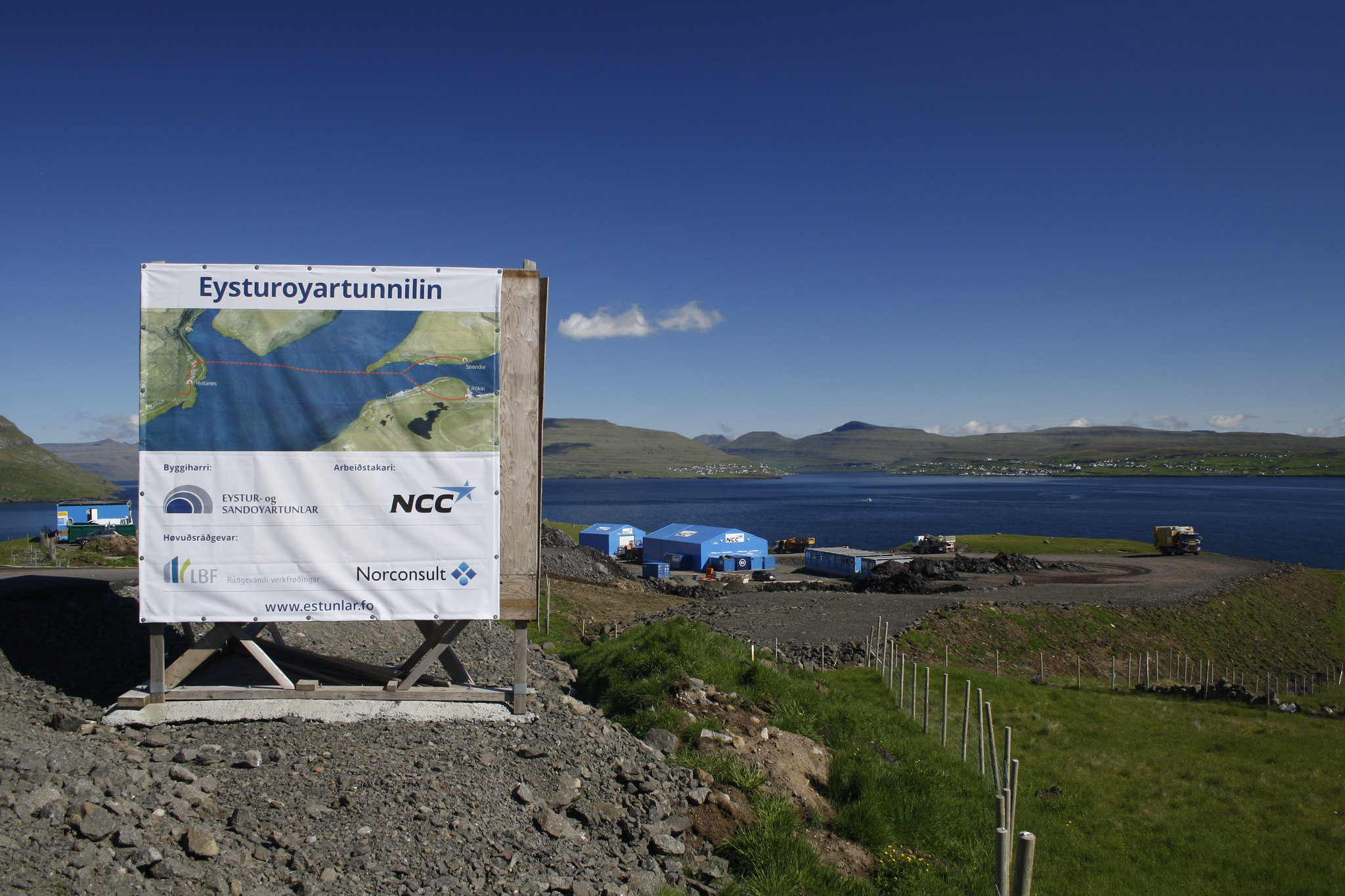
Der Tunnel bei Hvítanes, Bauphase

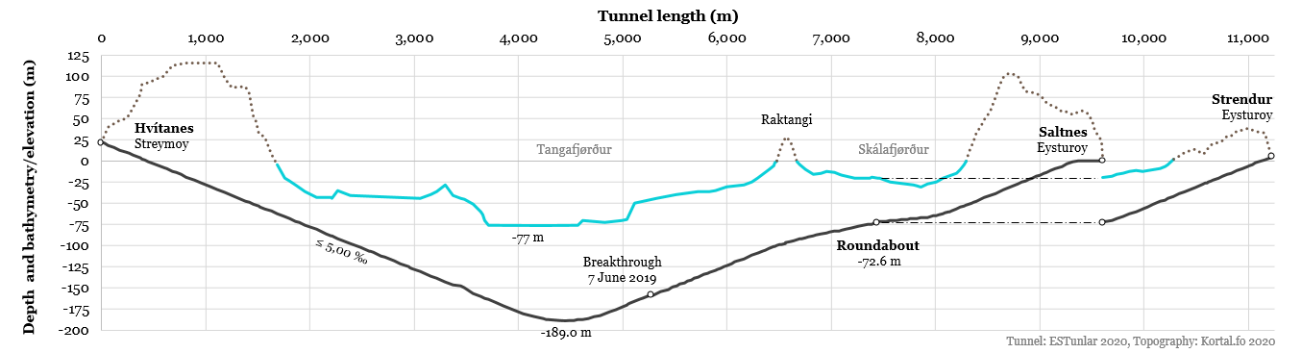
Höhendiagramm

Die Bohrungsarbeiten begannen am 21. Februar 2017 zunächst in Strendur, am 27. April 2017 auch in Hvítanes. Am 4. Dezember 2017 war die erste Teilstrecke zwischen Strendur und dem Unterseekreisel fertiggestellt. Die letzte Sprengung erfolgte im Juni 2019, danach begannen der Ausbau sowie die Asphaltierungs- und Verkabelungsarbeiten. Der Tunnel wurde am 19. Dezember 2020 offiziell dem Verkehr übergeben. Die Eröffnungszeremonie wurde live im färöischen Fernsehen übertragen.
Bei den Planungen ging der Betreiber von einem Verkehrsaufkommen von ca. 6000 Fahrzeugen täglich aus. Die Gesamtkosten für den Eysturoyartunnilin und den gleichzeitig begonnenen Sandoyartunnilin, der im Dezember 2023 fertiggestellt wurde, wurde auf über 400 Millionen Euro veranschlagt. Einem dänischen Fachmedium zufolge kostete allein der Eysturoyartunnilin etwa 175 Millionen Euro. Die färöische Regierung bezuschusste beide Projekte mit ca. 54 Millionen Euro. Über den Restbetrag von 350 Millionen Euro nahm P/F Eystur- og Sandoyartunlar einen Kredit  auf. Die Refinanzierung der Tunnel soll durch eine Maut erfolgen. Eine Einzelfahrt mit dem PKW von Streymoy nach Eysturoy kostete 2021 umgerechnet etwa 23,50 Euro, im Abonnement etwas mehr als 10 Euro. Für Busse wurde eine höhere Maut erhoben.

## Auswirkungen
Die Fahrzeit zwischen Tórshavn und den Orten Runavík und Strendur verkürzte sich nach Angaben des Betreibers von 64 auf 16 Minuten. Nach Klaksvík – der zweitgrößten Stadt auf den Färöern – dauerte die Fahrt nun 36 statt 68 Minuten. Zwischen Runavík und Strendur wird die Strecke dank des Kreisverkehrs im Tunnel auf ungefähr ein Zehntel gegenüber der Fjordumfahrung verkürzt.
Spektakuläre Bilder des farbigen Unterwasserkreisverkehrs lösten weltweit in den sozialen Medien begeisterte Kommentare aus. Die Direktorin des färöischen Fremdenverkehrsverbandes, Guðrið Højgaard, versprach sich von ihm einen zusätzlichen Aufschwung für den Tourismus auf den Inseln, der in den Jahren zuvor bereits stark zugenommen hatte. Der Unterwasserkreisverkehr wurde auch in der Presse als neue Touristenattraktion wahrgenommen.
Die Regierung auf den Färöern rechnete mit einer Zunahme des Verkehrs, einer stärkeren Interaktion zwischen den Inseln des Archipels und einer steigenden regionalen Integration. Die Hauspreise auf der Insel Eysturoy stiegen von 2019 bis 2020 aufgrund des „Tunneleffekts“ um 31 Prozent.